# The Dark Pictures Anthology: Little Hope
The Dark Pictures Anthology: Little Hope (с англ. — «Антология тёмных картинок: Литтл Хоуп») — компьютерная игра в жанрах интерактивного фильма/драмы и survival horror, созданная британской студией Supermassive Games и изданная Bandai Namco Entertainment на платформах Windows, PlayStation 4 и Xbox One. Выпуск состоялся 30 октября 2020 года. Сюжет игры частично вдохновлён процессом над салемскими ведьмами и повествует историю четырёх студентов колледжа и их профессора, чей автобус попал в аварию в Новой Англии вблизи города-призрака Литтл Хоуп, известного своими судами над ведьмами, проходившими там в 1692 году, как и события в Салеме. Пытаясь найти помощь и пропавшего водителя их автобуса, группа становится свидетелем казни людей из прошлого, которые выглядят в точности как они.
Это вторая из восьми игр серии The Dark Pictures Anthology, её предшественницей была Man of Medan, вышедшая 30 августа 2019 года. Все игры этой антологии относятся к жанру хоррор-игр, но уникальны сюжетно, и не пересекаются историями между собой. Следующая игра серии, House of Ashes, в которой снялась актриса Эшли Тисдейл, вышла 22 октября 2021 года.

## Игровой процесс
The Dark Pictures Anthology: Little Hope является компьютерной игрой в жанре survival horror с видом от третьего лица, в которой игроку предстоит управлять попавшими в город-призрак Литтл Хоуп пятью персонажами. По ходу игры предстоит выбирать различные опции диалогов, которые повлияют на сюжет и на отношения между героями. Игру можно перепроходить, благо в ней существуют альтернативные концовки и многочисленные сценарные ответвления, основанные на поступках игрока. Экшн элемент в игре представлен в лице quick time events, большая часть которых в случае неудачной реакции игрока могут привести к негативным последствиям для каждого персонажа.
Как и в Man of Medan, в игре есть два мультиплеерных режима. «Shared Story» позволяет двум игрокам осуществить совместное прохождение в онлайн-режиме, а «Movie Night» даёт пяти игрокам выбрать собственного персонажа и играть за него при наступлении хода игры.

## Сюжет
Little Hope является незаконченной историей из коллекции Хранителя (Пип Торренс), который просит игрока помочь в её завершении. Главными героями являются студенты Эндрю (Уилл Поултер), Анджела (Эллен Дэвид), Тейлор (Кейтлин Шпонхаймер), Дэниел (Кайл Бейли), и их профессор Джон (Алекс Иванович), которые после автокатастрофы своего автобуса оказываются в заброшенном новоанглийском городе Литтл Хоуп, прославившемся охотой на ведьм. После исчезновения водителя своего автобуса группа вынуждена изучать населённый пункт, где они находят единственного жителя города — старика по имени Винс. Также герои периодически перемещаются во времени, в XVII век, где встречают похожих на них поселенцев из пуританской общины. Группа пытается найти объяснения своей связи с гостями из прошлого, узнать историю города и первопричину поразившего его зла.
В конце игры выясняется, что настоящей личностью Эндрю является водитель автобуса Энтони Кларк, единственный выживший в убившем его семью пожаре 1972 года. Всё действие игры он в одиночестве путешествовал по заброшенному городу, в то время как пассажиры его автобуса были лишь галлюцинациями, основанными на образах членов его семьи. Концовка игры зависит от того, как на протяжении игры игрок будет относиться к Винсу, осталось ли у Эндрю оружие, и смогут ли оставшиеся участники победить свои страхи и обрести те качества, которых так не хватало семье Кларков.

## Разработка
Little Hope является второй частью игровой серии Dark Pictures Anthology. В отличие от Man of Medan, в которой описывались относительно современные события, сюжет Little Hope содержит несколько временных линий. Также была увеличена доля сверхъестественных явлений, разработчики избрали главной темой игры колдовством и его первопричинами. Директор Пит Сэмюэлс отмечал заинтригованность его коллег «жадностью, паранойей и страхом перед Богом», мотивировавших людей того времени на свершение ужаснейших поступков. Разработчики вдохновлялись игровыми сериями Silent Hill и The Crucible, а также фильмами «Ведьма», «Ведьма из Блэр: Курсовая с того света», «Время ведьм», «Восставший из ада», «Оно» и «Омен».
Как и родоначальник серии, игра была создана для возможности перепрохождений. Разработчики обновили игровой процесс, учтя пожелания игравших в Man of Medan: игровые персонажи могут быстрее передвигаться, также была снижена сложность игровых quick-time events за счёт увеличения для игрока времени на реакцию и были удалены tank controls.
The Dark Pictures Anthology рассматривалась Supermassive Games как серия не связанных друг с другом напрямую игр, посвящённых различным темам и жанрам хоррора. Разработчики планировали выпускать каждую новую часть через полгода, хотя в итоге этот план так и не осуществился. Первое упоминание об игре появилось в Man of Medan, где в сцене после титров был показан тизер-трейлер будущего проекта. Игра была официально анонсирована издателем Bandai Namco Entertainment 14 апреля 2020 года, релиз состоялся 30 октября на платформах Microsoft Windows, PlayStation 4 и Xbox One.

## Продолжение
Третья игра серии The Dark Pictures Anthology: House of Ashes вышла 22 октября 2021 года на платформах Microsoft Windows, PlayStation 4, Xbox One, PlayStation 5 и Xbox Series X/S, в проекте задействована актриса Эшли Тисдейл.

## Приём
| Сводный рейтинг    | Сводный рейтинг                |
| Агрегатор          | Оценка                         |
| ------------------ | ------------------------------ |
| Metacritic         | 71 (PS4) 73 (PC) 66 (Xbox One) |
| Иноязычные издания |                                |
| Издание            | Оценка                         |
| Destructoid        | 8/10                           |
| Eurogamer          | 8/10                           |
| GameSpot           | 6/10                           |
| Hardcore Gamer     | 3,5/5                          |
| IGN                | 5/10                           |
| PC Gamer (US)      | 7/10                           |

Little Hope получила следующие оценки на агрегаторе рецензий Metacritic: PC — 73 балла (на основании 18 обзоров), PS4 — 71 балл (64 обзора), Xbox One — 66 баллов (10 обзоров).